# Monhystera conica
Monhystera conica är en rundmaskart som beskrevs av Nikolai Nikolaievich Filipjev 1922. Monhystera conica ingår i släktet Monhystera och familjen Monhysteridae. Inga underarter finns listade i Catalogue of Life.